# رباط قاپی‌نازک‌نئی پسین
رباط قاپی‌نازک‌نئی پسین (به انگلیسی: Posterior Talofibular) رباطی است که استخوان نازک‌نی را به استخوان قاپ (تالوس) متصل می‌کند. این رباط تقریباً به صورت افقی از حفره مالئولار در برآمدگی قوزک از استخوان نازک‌نی به بخش جانبی در سطح خلفی استخوان قاپ پیش می‌رود. این محل قرارگیری بلافاصله در طرف شیار برای تاندون ماهیچه دراز خم‌کننده شست پا قرار می‌گیرد.